# Besito
Besito is een bestuurslaag in het regentschap Kudus van de provincie Midden-Java, Indonesië. Besito telt 9179 inwoners (volkstelling 2010).